# Olympische Sommerspiele 1968/Basketball
Bei den Olympischen Sommerspielen 1968 in Mexiko-Stadt fand ein Wettkampf im Basketball statt. Austragungsort war der 22.370 Zuschauer fassende Palacio de los Deportes.

## Medaillengewinner
| Platz | Land | Athleten |
| ----- | ---- | --- |
| 1     | USA  | Mike Barrett, John Clawson, Don Dee, Calvin Fowler, Spencer Haywood, Bill Hosket, Jim King, Glynn Saulters, Charlie Scott, Mike Silliman, Ken Spain, Joseph White                                      |
| 2     | YUG  | Dragutin Čermak, Krešimir Ćosić, Vladimir Cvetković, Damir Šolman, Ivo Daneu, Radivoje Korać, Trajko Rajković, Zoran Maroević, Dragoslav Ražnatović, Petar Skansi, Nikola Plećaš, Aljoša Žorga         |
| 3     | URS  | Wladimir Andrejew, Sergei Below, Wadim Kapranow, Jaak Lipso, Sergei Kowalenko, Anatoli Krikun, Surab Sakandelidse, Juri Selichow, Modestas Paulauskas, Anatolij Polywoda, Priit Tomson, Gennadi Wolnow |

Die Goldmedaille gewannen die Vereinigten Staaten, die von Henry Iba von der Oklahoma State University trainiert wurden. Das entscheidende Spiel gegen Jugoslawien konnten die US-Amerikaner mit 65 zu 50 für sich entscheiden. Die Bronzemedaille ging an die Sowjetunion.

## Zwischenrunde
| Datum      | Begegnung          | Begegnung | Begegnung   | Ergebnis |
| ---------- | ------------------ | --------- | ----------- | -------- |
| 22.10.1968 | Südkorea           | -         | Senegal     | 076:059  |
| 22.10.1968 | Philippinen        | -         | Marokko     | 086:057  |
| 22.10.1968 | Bulgarien          | -         | Panama      | 083:079  |
| 22.10.1968 | Puerto Rico        | -         | Kuba        | 071:065  |
| 22.10.1968 | Polen              | -         | Italien     | 066:052  |
| 22.10.1968 | Mexiko             | -         | Spanien     | 073:072  |
| 22.10.1968 | Jugoslawien        | -         | Sowjetunion | 063:062  |
| 22.10.1968 | Vereinigte Staaten | -         | Brasilien   | 075:063  |

## Finalrunde

### Spiel um Platz 15
| Datum      | Begegnung | Begegnung | Begegnung | Ergebnis |
| ---------- | --------- | --------- | --------- | -------- |
| 23.10.1968 | Senegal   | -         | Marokko   | 042:038  |

### Spiel um Platz 13
| Datum      | Begegnung   | Begegnung | Begegnung | Ergebnis |
| ---------- | ----------- | --------- | --------- | -------- |
| 23.10.1968 | Philippinen | -         | Südkorea  | 066:063  |

### Spiel um Platz 11
| Datum      | Begegnung | Begegnung | Begegnung | Ergebnis |
| ---------- | --------- | --------- | --------- | -------- |
| 23.10.1968 | Kuba      | -         | Panama    | 091:088  |

### Spiel um Platz 9
| Datum      | Begegnung   | Begegnung | Begegnung | Ergebnis |
| ---------- | ----------- | --------- | --------- | -------- |
| 23.10.1968 | Puerto Rico | -         | Bulgarien | 067:057  |

### Spiel um Platz 7
| Datum      | Begegnung | Begegnung | Begegnung | Ergebnis |
| ---------- | --------- | --------- | --------- | -------- |
| 25.10.1968 | Spanien   | -         | Italien   | 088:072  |

### Spiel um Platz 5
| Datum      | Begegnung | Begegnung | Begegnung | Ergebnis |
| ---------- | --------- | --------- | --------- | -------- |
| 25.10.1968 | Mexiko    | -         | Polen     | 075:065  |

### Spiel um den 3. Platz
| Datum      | Begegnung   | Begegnung | Begegnung | Ergebnis |
| ---------- | ----------- | --------- | --------- | -------- |
| 25.10.1968 | Sowjetunion | -         | Brasilien | 070:053  |

### Finale
| Datum      | Begegnung          | Begegnung | Begegnung   | Ergebnis |
| ---------- | ------------------ | --------- | ----------- | -------- |
| 25.10.1968 | Vereinigte Staaten | -         | Jugoslawien | 065:050  |